# 鄮县
鄮县是中国古代县名。
设置于公元前222年的秦代，时属会稽郡，辖今宁波市鄞州区部分地区、北仑区和舟山市，治所位于今鄞州区五乡镇宝同村。新莽天凤元年（公元14年），王莽改鄮县为海治县，东汉初年复鄮县县名。隋朝开皇九年（589年），并鄞、鄮、余姚、句章四县为句章县。唐朝武德四年（621年）分句章县立鄞州，武德八年（625年）废鄞州復鄮县，治小溪（今海曙区鄞江镇），属越州。开元二十六年（738年），析鄮县为慈溪、翁山（今舟山定海区）、奉化、鄮县四县，归明州管辖。后梁开平三年（909年），吴越国因避梁朱茂琳讳，改鄮县为鄞县，鄮县名称始废。